# Đại Việt sử ký toàn thư
Đại Việt sử ký toàn thư (大越史記全書), đôi khi gọi tắt là Toàn thư, là bộ quốc sử viết bằng Hán văn của Việt Nam, viết theo thể biên niên, ghi chép lịch sử Việt Nam từ thời đại truyền thuyết Kinh Dương Vương năm 2879 TCN đến năm 1675 đời vua Lê Gia Tông nhà Hậu Lê. Hoàn thành lần đầu năm 1479, bộ sử này được bổ sung và khắc in toàn bộ và phát hành lần đầu tiên vào năm Đinh Sửu, niên hiệu Chính Hòa năm thứ 18, triều vua Lê Hy Tông, tức là năm 1697. Đây là bộ chính sử Việt Nam xưa nhất còn tồn tại nguyên vẹn đến ngày nay, do nhiều đời sử quan trong Sử quán triều Hậu Lê biên soạn.
Bộ sử bắt đầu được Ngô Sĩ Liên, một vị sử quan làm việc trong Sử quán dưới thời vua Lê Thánh Tông, biên soạn dựa trên sự chỉnh lý và bổ sung hai bộ quốc sử Việt Nam trước đó cùng mang tên Đại Việt sử ký của Lê Văn Hưu và Phan Phu Tiên. Hoàn thành vào niên hiệu Hồng Đức thứ 10 (1479), bộ sử mới của Ngô Sĩ Liên gồm 15 quyển, ghi lại lịch sử Việt Nam từ một thời điểm huyền thoại là năm 2879 TCN đến năm 1427 (khi nhà Hậu Lê được thành lập) và mang tên Đại Việt sử ký toàn thư. Sau đó, dù đã hoàn thành, Đại Việt sử ký toàn thư lại không được khắc in để ban hành rộng rãi mà tiếp tục được nhiều đời sử quan trong Quốc sử quán sửa đổi, bổ sung và phát triển thêm. Khoảng niên hiệu Cảnh Trị (1663 - 1671) đời vua Lê Huyền Tông, chúa Trịnh Tạc hạ lệnh cho một nhóm văn quan, đứng đầu là Tham tụng Phạm Công Trứ, sửa chữa bộ quốc sử của Ngô Sĩ Liên, đồng thời sai biên soạn tiếp lịch sử Việt Nam từ năm 1428 đời vua Lê Thái Tổ đến năm 1662 đời vua Lê Thần Tông nhà Hậu Lê. Bộ sử của nhóm Phạm Công Trứ, gồm 23 quyển, được đem khắc in để phát hành nhưng công việc chưa xong, phải bỏ dở. Khoảng niên hiệu Chính Hòa (1680 - 1705) đời vua Lê Hy Tông, chúa Trịnh Căn lại hạ lệnh cho một nhóm văn quan, đứng đầu là Tham tụng Lê Hy, tiếp tục khảo đính bộ sử của nhóm Phạm Công Trứ, đồng thời biên soạn tiếp lịch sử Việt Nam từ năm 1663 đời vua Lê Huyền Tông đến năm 1675 đời vua Lê Gia Tông nhà Hậu Lê. Bộ quốc sử này lấy tên là Đại Việt sử ký toàn thư, theo đúng tên mà sử gia Ngô Sĩ Liên cách đó gần hai thế kỷ đã đặt cho bộ sử của ông, gồm 25 quyển, được khắc in toàn bộ và phát hành thành công vào năm Đinh Sửu, niên hiệu Chính Hòa năm thứ 18 đời vua Lê Hy Tông, tức là năm 1697.
Sau khi xuất bản, Đại Việt sử ký toàn thư tiếp tục được tái bản bởi các hiệu in của chính quyền và tư nhân, không chỉ ở Việt Nam mà còn trên khắp thế giới, trong nhiều thế kỷ sau. Nửa cuối thế kỷ 20, ở Việt Nam xuất hiện các bản dịch Đại Việt sử ký toàn thư ra chữ quốc ngữ, phổ biến nhất là bản dịch dựa trên cơ sở bản in Nội các quan bản - hiện đang lưu giữ tại thư viện Viện Viễn Đông Bác cổ ở Paris, do Nhà Xuất bản Khoa học Xã hội phát hành lần đầu năm 1993.
Đại Việt sử ký toàn thư là bộ chính sử Việt Nam xưa nhất còn tồn tại nguyên vẹn đến ngày nay, là di sản vô giá của văn hóa dân tộc Việt Nam, là kho tư liệu phong phú không những cần thiết cho ngành sử học mà còn giúp ích cho nhiều ngành khoa học xã hội khác và cũng là một bộ sử có giá trị văn học. Các bộ quốc sử sau này của Việt Nam như Đại Việt sử ký tiền biên, Khâm định Việt sử Thông giám Cương mục đều được biên soạn dựa trên cơ sở của Đại Việt sử ký toàn thư.

## Quá trình biên soạn

### Ngô Sĩ Liên vàĐại Việt sử ký toàn thưbản Hồng Đức
Đại Việt sử ký toàn thư  không phải là bộ quốc sử Việt Nam đầu tiên được biên soạn. Trước đó, một số thư tịch đã nhắc đến Sử ký 史記 của Đỗ Thiện thời nhà Lý, Việt chí 越志 của Hàn trưởng Trần Phổ (hoặc Tấn) thời nhà Trần. Bộ Đại Việt sử ký 大越史記 viết theo thể biên niên của Lê Văn Hưu biên soạn và hoàn thành vào năm 1272 là bộ quốc sử Việt Nam sớm nhất được ghi nhận, ghi chép lịch sử Đại Việt từ thời đại Triệu Vũ Đế năm 207 TCN đến hết năm 1225 đời Lý Chiêu Hoàng nhà Lý. Dưới đời vua Lê Nhân Tông nhà Hậu Lê, Phan Phu Tiên được giao nhiệm vụ biên soạn lịch sử từ năm 1226 đầu đời Trần Thái Tông đến năm 1427 khi thời kì Bắc thuộc lần 4 kết thúc, bộ quốc sử này cũng viết theo thể biên niên và mang tên Đại Việt sử ký.
Nhà Hậu Lê tiếp tục trải qua một giai đoạn hoàng kim dưới sự trị vì của Lê Thánh Tông, một vị vua rất quan tâm đến văn hóa và giáo dục. Trong những năm đầu trị vì, nhà vua đã nhiều lần ra lệnh tìm kiếm, tập thư tịch tài liệu lịch sử, đồng thời ông cũng bổ nhiệm các học giả Nho gia vào Sử quán triều đình để chuẩn bị cho công việc biên soạn quốc sử. Ngô Sĩ Liên là một trong số các học giả đó.
Đỗ đồng Tiến sĩ xuất thân trong khoa thi năm Nhâm Tuất, niên hiệu Đại Bảo thứ 3 đời vua Lê Thái Tông (1442), Ngô Sĩ Liên từng giữ chức Đô Ngự sử đời Lê Nghi Dân và Lê Thánh Tông rồi bị giáng xuống làm Hữu Thị lang bộ Lễ, Tư nghiệp Quốc Tử Giám kiêm chức Tu soạn ở Sử quán. Trong vị trí của một sử quan, ông được giao nhiệm vụ biên soạn quốc sử cho triều đình theo mệnh lệnh của Lê Thánh Tông vào tháng 1 năm Kỷ Hợi, niên hiệu Hồng Đức thứ 10, tức là năm 1479.
Ngô Sĩ Liên đã dựa vào hai bộ sử của Lê Văn Hưu và Phan Phu Tiên để làm công việc đó. Ông cho rằng hai bộ sách của họ Lê và họ Phan tuy "rõ ràng, có thể xem được" nhưng "ghi chép còn có chỗ chưa đủ, nghĩa lệ còn có chỗ chưa đáng, văn tự còn có chỗ chưa ổn, người đọc không khỏi có chỗ còn chưa vừa ý". Do vậy, ông đã sửa chữa chép lại hai bộ sách này "có việc nào sót quên thì bổ sung thêm vào, có lệ nào chưa đúng thì cải chính lại, văn có chỗ nào chưa ổn thì đổi đi, gián hoặc có việc hay dở có thể khuyên răn được thì góp thêm ý kiến quê mùa ở sau". Ngô Sĩ Liên cũng giữ lại cho bộ sử nhiều lời bình của Lê Văn Hưu và Phan Phu Tiên về các sự kiện lịch sử. Không chỉ sửa chữa sử cũ, Ngô Sĩ Liên còn bổ sung vào dòng chảy lịch sử Việt Nam thời đại họ Hồng Bàng, đưa nó trở thành thời đại đầu tiên trong lịch sử thay vì nhà Triệu như trong Đại Việt sử ký của Lê Văn Hưu. Trong quá trình biên soạn, bên cạnh các bộ chính sử trước đó và sử sách Trung Quốc, Ngô Sĩ Liên cũng đã thu thập tư liệu từ nhiều nguồn khác, bao gồm dã sử, các bản truyện chí có thể là Việt điện u linh tập hay Lĩnh Nam chích quái cùng với những lời truyền tụng. Tuy là truyền thuyết và truyện dân gian nhưng chúng vẫn được Ngô Sĩ Liên xem là nguồn sử liệu đáng tin cậy. Đây là lần đầu tiên các nguồn kiểu này được một nhà sử học Việt Nam sử dụng trong tác phẩm lịch sử.
Bộ quốc sử hoàn thành vào tiết đông chí, khoảng tháng một năm Kỷ Hợi, niên hiệu Hồng Đức thứ 10 (tức là ngày 13 tháng 12 năm 1479), bao quát lịch sử Việt Nam trong hơn bốn thiên niên kỷ, bắt đầu từ một thời điểm truyền thuyết 2879 TCN, dừng lại ở sự kiện quân Minh rút về Trung Quốc, kết thúc Bắc thuộc lần 4 năm 1427. Bộ sử này được tác giả đặt tên là Đại Việt sử ký toàn thư. Tuy đã hoàn thành, nhưng công trình sử học này của ông không được khắc in để phát hành mà vẫn nằm lại trong Sử quán của triều đình dưới dạng bản thảo viết tay.
Đại Việt sử ký toàn thư của Ngô Sĩ Liên chia thành hai phần là Ngoại kỷ toàn thư và Bản kỷ toàn thư. Phần Ngoại kỷ bắt đầu từ họ Hồng Bàng đến hết năm 938, năm Tiền Ngô Vương đại phá quân Nam Hán trong trận Bạch Đằng. Phần Bản kỷ bắt đầu từ năm 938, năm thành lập nhà Ngô, đến hết năm 1427, năm kết thúc sự thống trị của nhà Minh trên đất Đại Việt. Cộng tất cả gồm 15 quyển.
Có thể liệt kê vai trò của Ngô Sĩ Liên trong tiến trình biên soạn Đại Việt sử ký toàn thư  như sau:
- Đặt tên cho bộ sử là Đại Việt sử ký toàn thư, tên này được triều đình Hậu Lê và sử thần các đời sau công nhận và tiếp thu, trở thành tên chính thức cho bộ quốc sử được khắc in vào năm 1697.
- Bổ sung thời đại họ Hồng Bàng (gồm Kinh Dương Vương, Lạc Long Quân và Hùng Vương) bằng một quyển đầu phần Ngoại kỷ toàn thư, trình bày lại tiến trình lịch sử Việt Nam, kéo dài từ họ Hồng Bàng (chứ không phải chỉ từ nhà Triệu) cho tới khi quân Minh về nước năm 1427.
- Viết những lời bình luận các sự kiện lịch sử (gồm 174 đoạn),[13] ghi rõ "sử thần Ngô Sĩ Liên bàn" (史臣吳士連曰 - sử thần Ngô Sĩ Liên viết), viết Sách Đại Việt sử ký ngoại kỷ toàn thư, Biểu dâng sách Đại Việt sử ký toàn thư', Phàm lệ Đại Việt sử ký toàn thư.

Ngoài ra, khi làm sử quan dưới triều Lê Thánh Tông, Ngô Sĩ Liên còn biên soạn Tam triều bản kỷ 三朝本紀, ghi chép lịch sử ba triều vua Lê Thái Tổ, Thái Tông và Nhân Tông của nhà Hậu Lê. Rất có thể đây là tài liệu quan trọng mà sau này nhóm Phạm Công Trứ dựa vào để biên soạn lịch sử triều Hậu Lê trong giai đoạn cai trị của ba vị vua này. Trong văn bản Đại Việt sử ký toàn thư bản in Nội các quan bản, đầu quyển 11 phần Bản kỷ thực lục gồm lịch sử hai triều Lê Thái Tông và Lê Nhân Tông cũng có ghi "Triều liệt Đại phu Quốc Tử Giám Tư nghiệp kiêm Sử quan Tu soạn, thần Ngô Sĩ Liên biên soạn".
Dưới triều đại của Lê Tương Dực, Vũ Quỳnh, Đô Tổng tài trong Sử quán, đã dâng lên nhà vua bộ sách Đại Việt thông giám thông khảo (còn được gọi là Đại Việt thông giám hoặc Việt giám thông khảo), một bộ sử viết theo thể biên niên ghi lại tiến trình lịch sử Việt Nam từ họ Hồng Bàng đến năm đầu niên hiệu Thuận Thiên của Lê Thái Tổ (1428), gồm 26 quyển vào tháng 4 năm Tân Mùi niên hiệu Hồng Thuận thứ 3, tức là năm 1511. Không có tư liệu cho ta biết Vũ Quỳnh đã biên soạn Đại Việt thông giám thông khảo dựa trên những nguồn nào, bản thân bộ sử này nay cũng không còn, nhưng có thể thấy nó chịu ảnh hưởng khá lớn từ Đại Việt sử ký toàn thư bản Hồng Đức của Ngô Sĩ Liên. Đại Việt thông giám thông khảo có khung thời gian và bố cục, gồm hai phần Ngoại kỷ và Bản kỷ, tương tự như Đại Việt sử ký toàn thư bản Hồng Đức. Tuy nhiên, Vũ Quỳnh chia phần Ngoại kỷ bắt đầu từ họ Hồng Bàng đến hết năm 967 thời Thập nhị sứ quân và phần Bản kỷ bắt đầu từ đời Đinh Tiên Hoàng năm 968 đến năm đầu đời Lê Thái Tổ tức là năm 1428. Trong cách phân chia các kỷ, Vũ Quỳnh cũng có quan điểm khác với Ngô Sĩ Liên, điển hình như Kỷ thuộc Minh. Nếu Ngô Sĩ Liên coi giai đoạn từ năm 1414 đến năm 1427 là giai đoạn Minh thuộc thì Vũ Quỳnh, trong sách Đại Việt thông giám thông khảo lại rút lại thời kì thuộc Minh chỉ trong 4 năm, từ năm 1414 đến năm 1418, bởi lẽ năm 1418 là năm Lê Thái Tổ khởi nghĩa ở Lam Sơn. Nhóm Phạm Công Trứ đã tiếp thu cách chia đó của Vũ Quỳnh. Vũ Quỳnh cũng là người viết lời bình luận các sự kiện lịch sử (gồm 3 đoạn), ghi rõ "Sử thần Vũ Quỳnh bàn".
Ngoài ra, khi làm sử quan dưới triều Lê Tương Dực, Vũ Quỳnh còn được biết đến là người soạn sách Tứ triều bản kỷ (四朝本紀), ghi chép lịch sử bốn triều vua Lê Thánh Tông, Hiến Tông, Túc Tông, Uy Mục của nhà Hậu Lê. Rất có thể đây là tài liệu quan trọng mà sau này nhóm Phạm Công Trứ dựa vào để biên soạn lịch sử triều Hậu Lê trong giai đoạn cai trị của bốn vị vua này.
Khi vua Lê Tương Dực đọc Đại Việt thông giám thông khảo, muốn tóm tắt những điều cốt yếu của bộ sách cho tiện xem, đã sai một văn thần là Lê Tung viết Việt giám thông khảo tổng luận (越鑑通考總論). Bài tổng luận này sau đó đã được đưa vào quyển thủ của Đại Việt sử ký toàn thư.

### Nhóm Phạm Công Trứ vàĐại Việt sử ký toàn thưbản Cảnh Trị

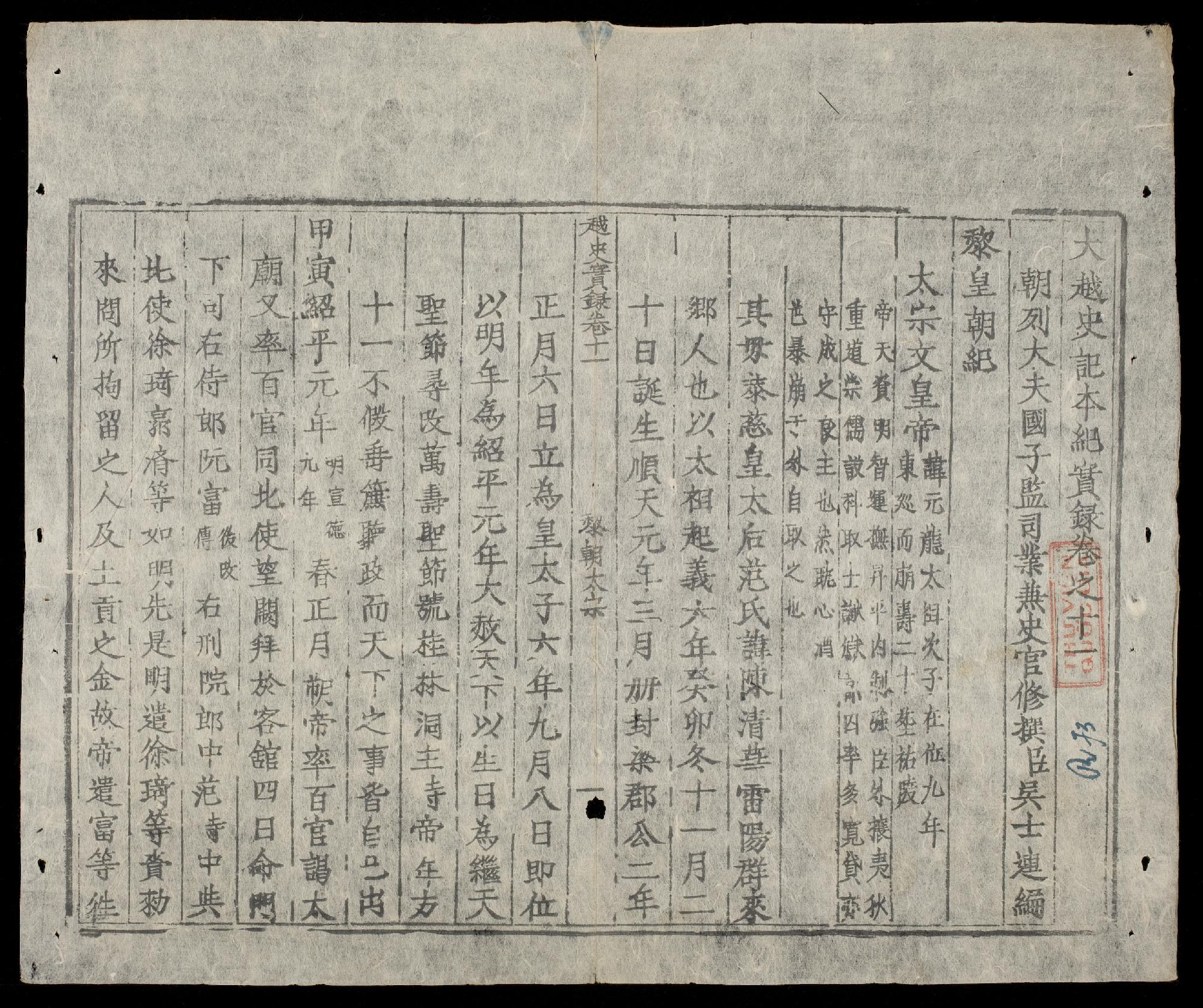
Một trang trong Đại Việt sử ký Toàn thư

Khoảng những năm Cảnh Trị đời vua Lê Huyền Tông, một lần nữa triều đình nhà Hậu Lê lại khởi động biên soạn quốc sử. Công việc này được chúa Trịnh Tạc giao cho một nhóm văn quan, bao gồm: Phạm Công Trứ, Dương Hạo, Hồ Sĩ Dương, Nguyễn Quốc Trinh, Đặng Công Chất, Nguyễn Công Bích, Bùi Đình Viên, Đào Công Chính, Ngô Khuê, Nguyễn Đình Chính, Nguyễn Công Bật, Nguyễn Viết Thứ, Vũ Duy Đoán. Đứng đầu nhóm biên soạn này là Phạm Công Trứ.
Đỗ đồng Tiến sĩ xuất thân trong khoa thi năm Mậu Thìn, niên hiệu Vĩnh Tộ thứ 10 đời vua Lê Thần Tông (1628), Phạm Công Trứ là một nhà chính trị tài năng, một công thần đầy danh vọng của triều đình lúc bấy giờ. Khi trở thành người chủ trì biên soạn quốc sử, ông đang giữ chức Thượng thư bộ Lại kiêm Đại học sĩ Đông các, tước Yên Quận công, làm Tham tụng (tương đương với Tể tướng). Ông đã tập hợp xung quanh mình nhiều vị văn thần tiếng tăm đương thời, tất cả họ đều đã từng đỗ đạt trong các kì thi Hội và giữ chức vụ trong triều đình. Dương Hạo đỗ Đồng Tiến sĩ xuất thân trong khoa thi năm Canh Thìn, niên hiệu Dương Hòa thứ 6 đời vua Lê Thần Tông (1640). Hồ Sĩ Dương, Nguyễn Công Bật, Nguyễn Đình Chính đỗ Đồng Tiến sĩ xuất thân trong khoa thi năm Nhâm Thìn, niên hiệu Khánh Đức thứ 4 đời vua Lê Thần Tông (1652). Nguyễn Quốc Trinh, Nguyễn Công Bích đỗ Trạng nguyên và Bảng nhãn trong khoa thi năm Kỷ Hợi, niên hiệu Vĩnh Thọ thứ 2 đời vua Lê Thần Tông (1659). Hai năm sau, Đặng Công Chất, Đào Công Chính và Ngô Khuê theo thứ tự đỗ Tam khôi trong khoa thi năm Tân Sửu niên hiệu Vĩnh Thọ thứ 4 (1661). Nguyễn Viết Thứ và Vũ Duy Đoán vừa mới là hai vị tân tiến sĩ trong khoa thi năm Giáp Thìn niên hiệu Cảnh Trị thứ 2 (1664). Bùi Đình Viên là một trong năm người đỗ khoa thi Đông các năm 1659, khi đó đang giữ chức Học sĩ ở Đông các. Tất cả các soạn giả đều có học vấn uyên bác, tinh thông lịch sử, rất hăng hái lập ngôn viết sách để ca ngợi công tích của triều đình vua Lê chúa Trịnh.
Họ có hai nhiệm vụ phải hoàn thành trong quá trình biên soạn bộ chính sử mới của Đại Việt. Nhiệm vụ thứ nhất là khảo đính các bộ quốc sử cũ ghi chép lịch sử Việt Nam từ thời họ Hồng Bàng cho đến đời vua Lê Cung Hoàng nhà Hậu Lê. Theo Phạm Công Trứ, các bộ sử cũ ở đây bao gồm trước tác của Ngô Sĩ Liên và Vũ Quỳnh với khung thời gian từ họ Hồng Bàng đến đời Lê Thái Tổ và "sách trước" (前書 - tiền thư) với khung thời gian từ đời Lê Thái Tông đến đời Lê Cung Hoàng nhà Hậu Lê. Trước tác của Ngô Sĩ Liên và Vũ Quỳnh có lẽ là Đại Việt sử ký toàn thư bản Hồng Đức và Đại Việt thông giám thông khảo (tuy nhiên hai sách này dừng lại ở thời điểm năm 1428 chứ không phải đến hết đời Lê Thái Tổ năm 1433). Còn "sách trước" có lẽ là bản thảo của Quốc sử quán triều Hậu Lê, có thể là Tam triều bản kỷ của Ngô Sĩ Liên và Tứ triều bản kỷ của Vũ Quỳnh, ghi chép lịch sử từ năm 1434 đầu đời Lê Thái Tông đến hết năm 1527 cuối đời Lê Cung Hoàng và thậm chí có thể cả trong khoảng 1527 – 1533 khi nhà Lê trung hưng chưa thành lập. Giai đoạn này không được biên soạn chính thức mà chỉ tồn tại bản thảo ghi chép nên chúng bị sử gia nhiều đời theo nhau sao lục nhầm lẫn mà Phạm Công Trứ gọi là tệ "hợi 亥 lầm ra thỉ 豕, ngư 魚 lầm ra lỗ 魯" cho nên phải hiệu chỉnh lại để "rửa bỏ được thói quen theo nhau lâu dài ấy". Có thể thấy công tác khảo đính sử cũ của nhóm Phạm Công Trứ thuần túy là sửa chữa văn bản, ít thay đổi so với nguyên tác, đúng như họ đã tự nhận "gián hoặc thấy có chỗ nào sao chép sót sai, chữ nghĩa không chạy, thì suy tìm ý nghĩa mà sửa chữa một vài cho người đọc dễ hiểu, chứ không dám thêm thắt đoán chừng".
Nhiệm vụ thứ hai là biên soạn tiếp nối quốc sử từ năm 1533 đầu đời Lê Trang Tông đến năm 1662 cuối đời Lê Thần Tông nhằm khắc in ban hành cho cả nước. Nguồn tư liệu mà nhóm Phạm Công Trứ dựa vào để biên soạn giai đoạn lịch sử này gồm "dã sử của Đăng Bính", "sách sót lại của người đương thời dâng hiến". Lai lịch sử gia Đăng Bính hiện nay chưa rõ ràng, trong Đại Việt sử ký toàn thư còn ghi rõ một lời bàn khá dài của ông ở cuối phần Bản kỷ thực lục, trong đó ông tỏ rõ thái độ phê phán nhà Mạc và Mạc Đăng Dung, bênh vực và ngợi ca nhà Lê trung hưng, đặc biệt còn làm một bài thơ tứ tuyệt Đường luật để thể hiện quan điểm của mình. Trong sách Hoan châu ký của dòng họ Nguyễn Cảnh ở Nghệ An, soạn giả "Nguyễn Cảnh Thị" cũng ghi lại được một bài thơ tứ tuyệt của Đăng Bính trong sách Sử ký dã biên (史記野編) với diện mạo khá giống, chỉ sai khác hai chữ..Rất có thể "dã sử của Đăng Bính" chính là cuốn Sử ký dã biên này. Như vậy, để biên soạn lịch sử 129 năm đầu của chính triều đại mình, ghi chép của các sử quan trong Sử quán là không đủ đối với nhóm Phạm Công Trứ, họ đã phải tìm đến khá nhiều các nguồn tư liệu bên ngoài triều đình.
Bộ quốc sử hoàn thành vào mùa thu năm Ất Tỵ niên hiệu Cảnh Trị thứ 3, tức là năm 1665, được dâng lên vua Lê Huyền Tông và chúa Trịnh Tạc vào ngày mồng một tháng tám cùng năm (tức là ngày 9 tháng 9 năm 1665), bao quát lịch sử Việt Nam từ thời đại Hồng Bàng đến khi vua Lê Thần Tông băng hà vào năm 1662, dài hơn 235 năm so với khung thời gian của Đại Việt sử ký toàn thư bản Hồng Đức.
Đại Việt sử ký toàn thư bản Cảnh Trị được chia thành hai phần giống như bản Hồng Đức là Ngoại kỷ và Bản kỷ. Tiếp thu cách chia của Vũ Quỳnh, phần Ngoại kỷ ở đây bắt đầu từ họ Hồng Bàng đến hết năm 967 khi nhà Đinh được thành lập, thống nhất đất nước. Phần Bản kỷ bắt đầu từ năm 968 đến hết năm 1662, lại chia thành ba phần nhỏ là: Bản kỷ toàn thư (từ năm 968 đời Đinh Tiên Hoàng đến hết năm 1433 kết thúc triều đại Lê Thái Tổ), Bản kỷ thực lục (từ năm 1434 đời Lê Thái Tông đến hết năm 1527 khi nhà Lê sơ sụp đổ, nhà Mạc thành lập và phụ chép lịch sử từ năm 1527 đến năm 1532 khi nhà Lê Trung Hưng chưa thành lập) và Bản kỷ tục tiên (từ năm 1533 đời Lê Trang Tông đến hết năm 1662 đời Lê Thần Tông). Cộng tất cả gồm 23 quyển.
Có thể liệt kê vai trò của nhóm Phạm Công Trứ trong tiến trình biên soạn Đại Việt sử ký toàn thư như sau:
- Hoàn thành cấu trúc bộ sử bằng cách phân chia làm hai phần là Ngoại kỷ và Bản kỷ, phần Bản kỷ lại chia làm 3 phần nhỏ Bản kỷ toàn thư, Bản kỷ thực lục, Bản kỷ tục biên, phân định lại ranh giới giữa các phần. Cấu trúc này sau đó được nhóm Lê Hy công nhận và tiếp thu.
- Hiệu đính bộ Đại Việt sử ký toàn thư của Ngô Sĩ Liên, chỉnh lý phần Bản kỷ thực lục, viết mới phần Bản kỷ tục biên.
- Bổ sung Phàm lệ Đại Việt sử ký toàn thư (篡修大越史記全書凣例 - Soán tu Đại Việt sử ký toàn thư phàm lệ) của Ngô Sĩ Liên, viết Phàm lệ Tục biên (續編凣例 - Tục biên phàm lệ), Sách Đại Việt sử ký tục biên (大越史記續編書 - Đại Việt sử ký tục biên thư).

Bộ quốc sử sau khi biên soạn xong đã được khắc in, nhưng không rõ vì sao công việc bị đình trệ, "mười phần mới được độ năm sáu phần" (十纔五六 - thập tài ngũ lục); một lần nữa, nó lại bị cất vào Bí thư các - kho sách của triều đình.
Năm 1988, quyển 20 và quyển 21 của bộ sách Đại Việt sử ký toàn thư bản Cảnh Trị đã được tìm thấy ở tủ sách gia đình Nguyễn Văn Huyên. Có thể nói đây là một phần của bản sách in Đại Việt sử ký toàn thư cổ nhất được ghi nhận hiện nay.

### Nhóm Lê Hy vàĐại Việt sử ký toàn thưbản Chính Hòa
Năm 1676, sau khi Phạm Công Trứ mất, triều đình lại giao công việc sửa quốc sử cho Hồ Sĩ Dương. Năm 1681, Hồ Sĩ Dương mất, công việc quan trọng này được giao cho một nhóm văn thần gồm Lê Hy, Nguyễn Quý Đức, Nguyễn Công Đổng, Vũ Thạnh, Hà Tông Mục, Nguyễn Hành, Nguyễn Trí Trung, Nguyễn Đương Bao, Nguyễn Mại, Nguyễn Hồ, Ngô Công Trạc, Trần Phụ Dực, Đỗ Công Bật. Đứng đầu nhóm biên soạn này là Lê Hy.
Đỗ Đồng Tiến sĩ xuất thân trong khoa thi năm Giáp Thìn niên hiệu Cảnh Trị thứ 2 đời vua Lê Huyền Tông (1664), Lê Hy khi làm chủ trì biên soạn quốc sử đang làm Tham tụng, giữ chức Thượng thư bộ Hình kiêm quản lý Trung thư giám, tước Lai Sơn tử, đứng đầu quan lại trong triều đình bấy giờ. Đặc biệt, tham gia nhóm biên soạn lần này còn có tất cả năm vị Bồi tụng, đó là Nguyễn Quý Đức, Nguyễn Công Đổng, Vũ Thạnh, Hà Tông Mục và Nguyễn Hành. Bảy người còn lại hoặc đang giữ chức Cấp sự trung ở Hộ khoa và Lại khoa hoặc làm việc trong Hàn lâm viện và Chiêu văn quán. Lẽ dĩ nhiên, tất cả họ đều đỗ Tiến sĩ Nho học qua các khoa thi. Nguyễn Trí Trung đỗ Đồng Tiến sĩ xuất thân trong khoa thi năm Canh Tuất niên hiệu Cảnh Trị thứ 8 đời vua Lê Huyền Tông (1670). Nguyễn Đương Bao đỗ ở khoa thi ba năm sau, niên hiệu Dương Đức thứ 2 năm Quý Sửu đời Lê Gia Tông (1673). Khoa thi năm Bính Thìn niên hiệu Vĩnh Trị thứ 1 đời Lê Hy Tông (1676), Nguyễn Quý Đức đỗ đầu. Trần Phụ Dực đăng khoa trong niên hiệu Chính Hòa thứ 4 năm Quý Hợi đời Lê Hy Tông (1683). Vũ Thạnh, Nguyễn Công Đổng và Đỗ Công Bật là bạn đồng khoa trong khoa thi năm Ất Sửu niên hiệu Chính Hòa thứ 5 (1685). Nguyễn Hồ, Nguyễn Hành, Hà Tông Mục đỗ Đồng Tiến sĩ xuất thân trong khoa thi năm Mậu Thìn niên hiệu Chính Hòa thứ 9 (1688). Nguyễn Mại và Ngô Công Trạc đỗ muộn nhất, họ đỗ trong khoa thi năm Tân Mùi niên hiệu Chính Hòa thứ 12 (1691) và khoa thi năm Giáp Tuất niên hiệu Chính Hòa thứ 15 (1694). Nhóm biên soạn lần này tập hợp được các vị soạn giả không những có học vấn uyên bác mà còn đầy quyền lực và danh vọng của triều đình vua Lê chúa Trịnh đương thời.
Nhóm Lê Hy có nhiệm vụ khảo đính bộ quốc sử là thành quả của nhóm Phạm Công Trứ trước đó ba thập kỉ, đồng thời biên soạn tiếp lịch sử từ năm Cảnh Trị thứ 1 đời Lê Huyền Tông (1663) đến năm Đức Nguyên thứ 2 đời Lê Gia Tông (1675) gồm 13 năm. Đối với việc khảo đính sử cũ, Lê Hy tự nhận mình chỉ "chỗ nào sai thì sửa lại, chỗ nào đúng thì chép lấy" (訛者正之純者録之- ngoa giả chính chi, thuần giả lục chi) còn thế thứ, phàm lệ, niên biểu đều theo đúng như sử cũ. Do vậy, nhóm Lê Hy đã sửa lại nhiều chi tiết sai lệch về lịch pháp và thiên văn trong bản Cảnh Trị của nhóm Phạm Công Trứ, đồng thời họ cũng cô gọn lời văn và cắt bỏ hoặc bổ sung nhiều sự kiện lịch sử so với bản Cảnh Trị. Còn phần biên soạn mới của nhóm Lê Hy chính là quyển 19 của phần Bản kỷ trong bộ Đại Việt sử ký toàn thư bản Nội các quan bản, tiếp nối dòng chảy lịch sử trước đó dừng lại ở thời điểm 1662 của nhóm Phạm Công Trứ, được tạo ra dựa trên công tác "tìm kiếm chuyện cũ, tham khảo các sách dã sử loại biên" (蓃獵舊跡參諸野史 - sưu liệp cựu tích tham chư dã sử) và cũng được đặt tên là Bản kỷ tục biên.
Bộ quốc sử hoàn thành vào mùa đông năm Đinh Sửu niên hiệu Chính Hòa thứ 18, tức là năm 1697 và được tiến dâng vua Lê Hy Tông cùng chúa Trịnh Căn vào ngày mồng một tháng một cùng năm (tức là ngày 13 tháng 12 năm 1697), bao quát lịch sử Việt Nam từ thời đại họ Hồng Bàng mở đầu năm 2879 TCN đến hết năm 1675 nhà Lê trung hưng.
Đại Việt sử ký toàn thư bản Chính Hòa về cơ bản vẫn giữ nguyên cách phân chia và ranh giới giữa các phần như bản Cảnh Trị và vì biên soạn mới thêm một quyển, nên toàn bộ bộ sách cộng là 24 quyển. Tuy phần biên soạn không được bao nhiêu so với các nhóm tác giả trước nhưng nhóm Lê Hy đã kết thúc việc biên soạn quốc sử trải qua nhiều đời sử quan, do đó đã quyết định lần cuối bộ mặt của Đại Việt sử ký toàn thư bản Chính Hòa và các bản Đại Việt sử ký toàn thư tái bản sau này. Ngoài ra, họ cũng là tác giả của bài Tựa sách Đại Việt sử ký tục biên (大越史記續編序 - Đại Việt sử ký tục biên tự) mở đầu bộ quốc sử.
Và cuối cùng, sau hàng thế kỉ ngóng đợi, bộ quốc sử Đại Việt sử ký toàn thư đã được in toàn bộ và ban bố phát hành đầy đủ vào năm Đinh Sửu, niên hiệu Chính Hòa thứ 18, tức là năm 1697 đời vua Lê Hy Tông. Mộc bản in sách được khắc ở hai làng Hồng Lục và Liễu Tràng, tuy nhiên sau khi nhà Hậu Lê sụp đổ vào khoảng cuối thế kỷ 18 thì hệ thống ván khắc này đã bị thất lạc. Các bản Đại Việt sử ký toàn thư hiện hành, gồm bản Nội các quan bản hay Quốc Tử Giám tàng bản, đều có nguồn gốc từ bản in Chính Hòa.

## Các ấn bản hiện hành

### Nội các quan bản
Năm 1904, Léopold Michel Cadière và Paul Pelliot đã giới thiệu Đại Việt sử ký toàn thư bản Quốc Tử Giám Huế và cho biết gần đó họ đã tìm thấy một bản in sớm hơn với ván in tốt hơn, cách chia quyển giữa các phần có khác hơn nhưng bản in này lại không được đầy đủ. Phan Huy Lê đoán định bản in Quốc Tử Giám Huế có lẽ là bản in đời Nguyễn, còn bản in sớm hơn thì không biết có phải bản Chính Hòa không vì tác giả không chứng minh.
Năm 1934, trong sách Thư mục Việt Nam (Bibliographie annamite) nổi tiếng, nhà thư mục học Việt Nam người Pháp và thành viên Viện Viễn Đông Bác cổ, Emile Gaspardone nhân khảo cứu về sách Đại Việt sử ký toàn thư, cho biết rằng: "Còn có một bản in cổ, rất hiếm, bằng ván in của Nội các (Nội các quan bản) do thợ Liễu Chàng khắc (tử nhân Hồng Lục, Liễu Chàng đẳng xã nhân phụng san). Nó được phân biệt với những bản khắc bởi chữ đẹp và không kiêng húy tên vua triều Nguyễn hay các triều khác". Nhà sử học Phan Huy Lê cho rằng bản in mà Gaspardone đã nói đến chính là Đại Việt sử ký toàn thư bản Nội các quan bản.
Khoảng năm 1979, nhà nghiên cứu Hán Nôm Tạ Trọng Hiệp tìm thấy trong thư viện riêng của nhà Đông phương học và cũng là thầy giáo của ông, Paul Demiéville, bộ sách Đại Việt sử ký toàn thư bản Nội các quan bản. Cùng dịp đó, nhà sử học Trần Kinh Hòa đến Paris, nói chuyện với Demiéville và được ông cho mượn bản Nội các quan bản ấy để sao chụp và khảo sát. Kết quả nghiên cứu của Trần Kinh Hòa được công bố trong bài viết Đại Việt sử ký toàn thư chi soạn tu dữ truyền bản. Ông xác nhận đây là bản in Đại Việt sử ký toàn thư năm Chính Hòa thứ 18 tức là năm 1697 nhưng không chứng minh.
Sau khi Paul Demiéville qua đời vào ngày 23 tháng 3 năm 1979, thư viện riêng của ông, trong đó có bản Nội các quan bản, trở thành tài sản thuộc quyền sở hữu của thư viện Hội Á Châu (Société Asiatique), nhưng chưa được đưa ra phục vụ công chúng. Năm 1981, nhà sử học Phan Huy Lê, nhân dịp đi công tác sang Pháp theo lời mời của trường Đại học Paris VII, đã đề xuất nguyện vọng nghiên cứu bản Nội các quan bản và được Hội Á Châu chấp thuận như một trường hợp đặc biệt. Cùng xem và nghiên cứu với Phan Huy Lê lúc đó, như ông tự thuật, gồm có Hoàng Xuân Hãn, Tạ Trọng Hiệp và một số nhà sử học khác. Khi trở về Việt Nam, Phan Huy Lê mang theo bản sao chụp (photocopy) đen trắng bản Nội các quan bản và báo cáo lên Ủy ban Khoa học Xã hội Việt Nam rằng đã phát hiện đã bản in xưa nhất của bộ Đại Việt sử ký toàn thư in năm 1697, đề nghị cho tổ chức nghiên cứu, phiên dịch và xuất bản. Một Hội đồng khoa học đã được Ủy ban cử ra, với Nguyễn Khánh Toàn làm Chủ tịch và hai ủy viên là Phan Huy Lê và Phạm Hựu, giám đốc nhà xuất bản Khoa học xã hội lúc đó (sau, Phạm Hựu nghỉ hưu, người thay thế ông ở cương vị này là tân Tổng biên tập nhà xuất bản Khoa học xã hội Nguyễn Đức Diệu). Hội đồng kết luận bộ sách Đại Việt sử ký toàn thư bản in Nội các quan bản này chính là bản in lần đầu tiên của bộ quốc sử vào năm Chính Hòa thứ 18 (1697).

#### Đặc điểm văn bản
Đại Việt sử ký toàn thư bản Nội các quan bản hiện lưu trữ ở Paris vốn đóng theo lối bìa phất cậy nhưng sau khi cho Trần Kinh Hòa mượn để nghiên cứu, Paul Demiéville đã cho phép ông Trần tháo ra, lót thêm một tờ giấy trắng mỏng vào giữa hai mặt của mỗi tờ để gia cố và bảo quản tốt hơn rồi đóng lại theo lối đục bốn lỗ xuyên dây. Giấy in sách là giấy bản, đã ngả màu, quanh rìa nhất là ở lề bên phải bị mùn nát rách sờn, mất một số chữ.
Bìa sách in to tên sách Đại Việt sử ký toàn thư, cột chữ bên phải là "Vựng lịch triều chi sự tích" nghĩa là "góp nhặt sự tích của các triều đại đã qua". Cột chữ bên trái là "Công vạn thế chi giám hoành nghĩa" là "nêu gương chung công lao của vạn đời". Khung in là khung một đường chỉ (khung đơn), trên khung có chữ "Nội các quan bản" ở giữa hai hình tròn trang trí rồng mây. Sau này, bìa sách còn được đóng thêm dấu hình bầu dục của Paul Demiéville, dấu hình bầu dục của Hội Á Châu và ký hiệu sách PD 2310 (1).
Toàn bộ sách gồm 1231 tờ với 24 quyển, được đóng lại thành 15 tập, ký hiệu từ PD 2310 (1) đến PD 2310 (15). Mỗi tờ in mộc bản khổ 17,5x27,5 cm, khung in khổ 14x20cm; mỗi tờ 2 mặt, mỗi mặt 9 dòng, mỗi dòng khoảng 19 chữ, trừ những tờ đặc biệt như Bài tựa Đại Việt sử ký tục biên của Lê Hy với mỗi mặt 7 dòng, mỗi dòng 13 chữ. Có 5 tờ bị thiếu, trong đó 3 tờ bị mất (tờ 17 quyển 2 phần Ngoại kỷ, tờ 20 quyển 8 và tờ 32 quyển 16 phần Bản kỷ) và 2 tờ thay thế bằng tờ viết tay (tờ 5 quyển một phần Ngoại kỷ và tờ 47 quyển 12 phần Bản kỷ). Trong số 1226 tờ in hiện còn ở Paris, Trần Kinh Hòa thống kê được 69 tờ nét chữ còn sắc (chiếm tỉ lệ 5,6%), chứng tỏ chúng được in từ những ván khắc bổ sung thay thế cho những ván khắc cũ bị thất lạc hay hư hỏng và Nguyễn Tài Cẩn thống kê sơ bộ có khoảng 250 tờ bị mờ (chiếm tỉ lệ 20%), chứng tỏ chúng được dập vào lúc ván khắc bị mòn. Bộ sách tồn tại hai loại khung in, với 828 tờ khung viền hai đường chỉ (khung kép) và 398 tờ khung viền một đường chỉ (khung đơn), trong số 69 tờ khắc bổ sung cũng có 35 tờ khung kép và 34 tờ khung đơn, phân bố không nhất quán. Chẳng hạn như trong quyển thủ, chỉ có tờ bìa và bài Tựa sách Đại Việt sử ký tục biên mang khung đơn còn lại đều là khung kép (trừ tờ 21 có khung đơn mà theo Trần Kinh Hòa là tờ khắc bổ sung). Các quyển 1 - 4 phần Ngoại kỷ, quyển 1, quyển 3 - 4 phần Bản kỷ chỉ có khung kép, còn các quyển khác có cả hai loại khung in.

#### Xác định niên đại văn bản
Trên cơ sở báo cáo của Phan Huy Lê sau khi sang Pháp trở về năm 1981, Ủy ban Khoa học Xã hội Việt Nam đã thành lập một Hội đồng khoa học với ông Nguyễn Khánh Toàn làm Chủ tịch, ông Phan Huy Lê và Phạm Hựu (sau này là Nguyễn Đức Diệu) làm Ủy viên để tổ chức nghiên cứu, giám định niên đại, phiên dịch và xuất bản bộ sách. Năm 1983, tập 1 của Đại Việt sử ký toàn thư bản Nội các quan bản được xuất bản bởi nhà xuất bản Khoa học xã hội và được công bố rộng rãi với tư cách là bản in lần đầu tiên của Đại Việt sử ký toàn thư vào năm Chính Hòa thứ 18, tức là năm 1697. Tuy nhiên, do xuất hiện sự phản đối của một số nhà sử học tiêu biểu là Lê Trọng Khánh và Bùi Thiết nhằm phủ nhận niên đại 1697 của Nội các quan bản, ngày 16 tháng 4 năm 1988, Ủy ban Khoa học Xã hội Việt Nam tổ chức hội thảo để giải quyết vấn đề này. Kết luận dựa theo đa số ý kiến trong cuộc hội thảo tuyên bố rằng "Đại Việt sử ký toàn thư-Nội các quan bản (bản Paris) là bản in gần nhất từ hệ thống ván khắc (mộc bản) năm Chính Hòa 18 (1697) mà chúng ta biết đến hiện nay. Có thể nó đã được in trong khoảng thời gian từ sau 1697, khi bộ ván đã khắc xong và trước khi bộ ván khắc này bị thất lạc vào năm 1800, như sử sách đã ghi".
Các cứ liệu văn bản học và sử liệu học để dẫn tới kết luận trên được Phan Huy Lê trình bày trong bài viết Đại Việt sử ký toàn thư: Tác giả - Văn bản - Tác phẩm, bao gồm:
- Tờ bìa Nội các quan bản: Phan Huy Lê cho rằng, ngoài những yếu tố mới được thêm vào gần đây như con dấu của P. Demiéville, con dấu của thư viện Hội Á Châu, tờ bìa chứa nhiều yếu tố có ý nghĩa phản ánh niên đại như danh hiệu Nội các quan bản, hai hình tròn trang trí rồng mây và trong chừng mực nào đó là hai câu đối in vào hai bên bìa sách.[32]

- Phan Huy Lê cho rằng Nội các quan bản nghĩa là ấn bản chính thức của một cơ quan nhà nước mang tên Nội các. Ông kiên quyết bác bỏ khả năng đây là Nội các triều Nguyễn và đi tìm các cứ liệu tản mát trong nhiều tài liệu lịch sử liên quan để chứng minh đây phải là Nội các triều Lê trung hưng. Một đoạn sử liệu trong sách Đại Việt sử ký toàn thư ghi lại mệnh lệnh của chúa Trịnh Tạc vào năm Quý Sửu, niên hiệu Dương Đức thứ hai (1673) với nội dung cho văn thần vào Nội các trong phủ chúa để nghị sự. Một thể lệ còn lại ở sách Đại Việt sử ký tục biên quy định ngày các quan vào hầu ở Nội các trong phủ chúa. Một dụ chỉ của chúa Trịnh Cương năm 1720 quy định y phục của quan văn khi vào hầu Nội các. Tham tụng Cao Huy Trạc được trao chức Nội các Đại Học sĩ vào năm 1736 và theo Phan Huy Lê, đó là trường hợp một vị quan đứng đầu phủ chúa kiêm chức đứng đầu Nội các. Phan Huy Lê kết luận: dưới thời Lê trung hưng, cơ quan nhà nước mang tên Nội các đã được thành lập và đi vào hoạt động, chậm nhất là từ năm 1673. Đó là cơ quan trực thuộc phủ chúa Trịnh, đứng đầu là Nội các Đại học sĩ cùng với quy định ngày vào hầu chúa và phẩm phục của văn quan khi "nhập các". Và Đại Việt sử ký toàn thư bản in Nội các quan bản là bản in chính thức, mang tính chất nhà nước của Nội các trực thuộc phủ chúa Trịnh này. Tuy nhiên, dù khẳng định sự tồn tại của cơ quan nhà nước Nội các dưới triều Lê trung hưng nhưng Phan Huy Lê không tìm thấy được quyết định thành lập cơ quan này cũng như quy chế hoạt động của nó, ngoài vài dòng sử liệu nằm tản mát trong các tài liệu lịch sử.

- Về kiểu chữ, Phan Huy Lê cho rằng trên tờ bìa có hai chữ đáng lưu ý. Đó là chữ Việt 越 hơi đá thảo trong tên sách khác với chữ Việt trong sách và chữ sự 事 với nét ngang hơi dài trong khi các chữ sự khác trong sách đều có nét ngang ngay ngắn. Ông đã giải thích hiện tượng trên bằng cách so sánh, đối chiếu với những kiểu chữ có niên đại Lê trung hưng và kết luận rằng tuy hai chữ ở tờ bìa Nội các quan bản có khác với kiểu chữ trong sách và ít dùng ở thời bấy giờ nhưng không trái với niên đại của sách hay mâu thuẫn với niên đại thời Lê trung hưng của văn bản.

- Về hai hình tròn rồng mây có đường kính 4 cm ở tờ bìa, Phan Huy Lê dẫn ý kiến của nhà nghiên cứu Chu Quang Trứ ở Viện Mỹ thuật Việt Nam, cho rằng chúng mang đặc trưng của nghệ thuật trang trí thời Lê trung hưng (khoảng cuối thế kỷ XVII đầu thế kỷ XVIII), khác với nghệ thuật trang trí thời Nguyễn.

- Về hai câu tán in ở bìa sách, Phan Huy Lê cũng phản bác ý kiến của Bùi Thiết và Lê Trọng Khánh về hai chữ lịch triều 厯朝 trong câu đối hay câu tán in ở bìa sách Nội các quan bản, khi họ lý giải lịch triều nghĩa là "triều đại đã qua" và do đó, Nội các quan bản ghi chép lịch sử đến triều Lê trung hưng thì bản in đó phải có niên đại thuộc về triều đại muộn hơn, tức là triều Nguyễn. Ông chỉ ra trong thư tịch Hán Nôm của Việt Nam và Trung Quốc không thiếu những sách mang tên lịch đại hay lịch triều mà ghi chép những sự việc xảy ra cho đến triều đại và triều vua đang trị vị, như Đại Việt lịch triều đăng khoa lục của Nguyễn Hoãn, Vũ Miên, Phan Lê Phiên; Lịch triều thi sao của Bùi Huy Bích... Hai câu tán đó không phải là tên sách mà chỉ có nội dung biểu thị quan điểm sử học đương thời. Do đó, theo Phan Huy Lê, không ảnh hưởng gì đến niên đại Chính Hoà của bản in Nội các quan bản.

- Dựa theo kết quả giám định của Trần Kinh Hòa về bản in Đại Việt sử ký toàn thư ở Đại học Thiên Lý – một trong bảy bản Đại Việt sử ký toàn thư hiện hành ở Nhật Bản và được ông Trần xác nhận là in từ mộc bản Chính Hoà - Phan Huy Lê nhận xét rằng Nội các quan bản tốt hơn và đỡ mờ hơn bản Thiên Lý nên phải được in sớm hơn bản này. Nếu con số 5,6% số tờ Nội các quan bản được in từ ván khắc bổ sung mà Trần Kinh Hoà đã thống kê là đúng, thì 94,4% số tờ còn lại được in từ bộ mộc bản Chính Hoà ban đầu và như thế, Phan Huy Lê kết luận: Nội các quan bản là bản in đầy đủ nhất thuộc hệ mộc bản này.[32]
- Đặc điểm không kiêng huý là một căn cứ quan trọng để Phan Huy Lê kết luận về niên đại văn bản Nội các quan bản. Bản này không kiêng huý các vua Lê cũng như các vua Nguyễn. Trong toàn bộ bản in, chỉ duy nhất có một trường hợp kiêng huý, đó là chữ trừ 除 trong câu "niên thâm trừ dụng" 年深除用 ở tờ 48b Bản kỷ thực lục quyển 14, kiêng tên Lam Quốc công Lê Trừ, anh trai vua Lê Thái Tổ, tiên tổ vua Lê Anh Tông. Phan Huy Lê lý giải đây là trường hợp ngoại lệ, không ảnh hưởng đến đặc điểm chung của văn bản là không kiêng huý. Phan Huy Lê cho biết không kiêng huý là đặc điểm quan trọng của các văn bản dưới thời Lê trung hưng nên Nội các quan bản phải được khắc ở thời kì này chứ không thể ở thời Nguyễn, triều đại thi hành rất chặt chẽ chế độ kị huý trong giai đoạn toàn thịnh của mình. Dưới thời kỳ Pháp thuộc, chế độ kiêng huý của nhà Nguyễn tuy lỏng lẻo hơn, nhưng triều đình đã cho biên soạn và khắc in Khâm định Việt sử Thông giám cương mục, không có lý do gì cho in lại Đại Việt sử ký toàn thư nữa.[32]
- Bố cục và cách chia quyển của Nội các quan bản phù hợp với cách chia của nhóm Phạm Công Trứ được nhóm Lê Hy tiếp thu trong Đại Việt sử ký toàn thư in đời Chính Hoà: phần Bản kỷ toàn thư ghi chép lịch sử từ triều vua Đinh Tiên Hoàng đến hết triều vua Lê Thái Tổ, phần Bản kỷ thực lục bắt đầu bằng triều vua Lê Thái Tông trong khi các bản Quốc Tử Giám tàng bản lại có bố cách và cách chia khác.[32]
- Đối chiếu với Đại Việt sử ký toàn thư Nguyễn Văn Huyên bản và Đại Việt sử ký tiền biên: một số chữ trong Nội các quan bản khắc giống trong khi Quốc Tử giám tàng bản khắc sai so với hai bản trên do tự dạng gần giống. Bản Nguyễn Văn Huyên và Đại Việt sử ký tiền biên có nguồn gốc gần gũi với Đại Việt sử ký toàn thư bản Chính Hoà, nhiều đoạn trong Đại Việt sử ký tiền biên còn bảo lưu gần như nguyên vẹn bản Chính Hoà, do đó, theo Phan Huy Lê, điều này chứng tỏ Nội các quan bản kế thừa trực tiếp bản Nguyễn Văn Huyên và xuất hiện trước Quốc Tử giám tàng bản.[32]

#### Bố cục
- Quyển thủ: gồm Bài tựa Đại Việt sử ký tục biên của Lê Hy, Sách Đại Việt sử ký toàn thư của Phạm Công Trứ, Sách Đại Việt sử ký ngoại kỷ toàn thư của Ngô Sĩ Liên, Biểu dâng sách Đại Việt sử ký toàn thư của Ngô Sĩ Liên, Phàm lệ biên soạn Đại Việt sử ký toàn thư, Mục lục kỷ biên và Việt giám thông khảo tổng luận của Lê Tung.
- Ngoại kỷ toàn thư: gồm 5 quyển, ghi chép lịch sử từ họ Hồng Bàng năm 2879 TCN đến hết thời kỳ 12 sứ quân năm 967.
- Bản kỷ: gồm 19 quyển, chia thành Bản kỷ toàn thư 10 quyển, Bản kỷ thực lục 5 quyển, Bản kỷ tục biên 4 quyển, ghi chép lịch sử từ nhà Đinh đến năm 1675 đời vua Lê Gia Tông nhà Hậu Lê.

| Nội dung chi tiết của Đại Việt sử ký toàn thư (Nội các quan bản) | Nội dung chi tiết của Đại Việt sử ký toàn thư (Nội các quan bản) | Nội dung chi tiết của Đại Việt sử ký toàn thư (Nội các quan bản)                        | Nội dung chi tiết của Đại Việt sử ký toàn thư (Nội các quan bản) | Nội dung chi tiết của Đại Việt sử ký toàn thư (Nội các quan bản) |
| ---------------------------------------------------------------- | ---------------------------------------------------------------- | --------------------------------------------------------------------------------------- | ---------------------------------------------------------------- | ---------------------------------------------------------------- |
| Ngoại kỷ                                                         |                                                                  |                                                                                         |                                                                  |                                                                  |
| Quyển                                                            | Kỷ                                                               | Nội dung                                                                                | Thời gian                                                        | Ghi chú                                                          |
| 1                                                                | Kỷ họ Hồng Bàng                                                  | Kinh Dương Vương, Lạc Long Quân, Hùng Vương                                             |                                                                  | [ 36 ]                                                           |
| 1                                                                | Kỷ nhà Thục                                                      | An Dương Vương                                                                          | 257–208 TCN                                                      | [ 37 ]                                                           |
| 2                                                                | Kỷ nhà Triệu                                                     | Triệu Vũ Đế, Triệu Văn Vương, Triệu Minh Vương, Triệu Ai Vương, Triệu Thuật Dương Vương | 207–111 TCN                                                      | [ 38 ]                                                           |
| 3                                                                | Kỷ thuộc Tây Hán                                                 |                                                                                         | 111 TCN–40                                                       | [ 39 ]                                                           |
| 3                                                                | Kỷ Trưng Nữ Vương                                                | Hai Bà Trưng                                                                            | 40–43                                                            | [ 40 ]                                                           |
| 3                                                                | Kỷ thuộc Đông Hán                                                |                                                                                         | 43–186                                                           | [ 41 ]                                                           |
| 3                                                                | Kỷ Sĩ Vương                                                      | Sĩ Nhiếp                                                                                | 186–226                                                          | [ 42 ]                                                           |
| 4                                                                | Kỷ thuộc Ngô, Tấn, Tống, Tề, Lương                               |                                                                                         | 226–540                                                          | [ 43 ]                                                           |
| 4                                                                | Kỷ Tiền Lý                                                       | Lý Nam Đế                                                                               | 544–548                                                          | [ 44 ]                                                           |
| 4                                                                | Kỷ Triệu Việt Vương                                              | Triệu Việt Vương                                                                        | 548–571                                                          | [ 45 ]                                                           |
| 4                                                                | Kỷ Hậu Lý                                                        | Hậu Lý Nam Đế                                                                           | 571–602                                                          | [ 46 ]                                                           |
| 5                                                                | Kỷ thuộc Tùy Đường                                               |                                                                                         | 602–906                                                          | [ 47 ]                                                           |
| 5                                                                | Kỷ Nam Bắc phân tranh                                            |                                                                                         | 906–938                                                          | [ 48 ]                                                           |
| 5                                                                | Kỷ nhà Ngô và 12 sứ quân                                         | Ngô Quyền, Dương Tam Kha, Ngô Xương Văn, Ngô Xương Xí                                   | 938–968                                                          | [ 49 ]                                                           |
| Bản kỷ                                                           |                                                                  |                                                                                         |                                                                  |                                                                  |
| Quyển                                                            | Kỷ                                                               | Nội dung                                                                                | Thời gian                                                        | Ghi chú                                                          |
| 1                                                                | Kỷ nhà Đinh                                                      | Đinh Tiên Hoàng, Đinh Phế Đế                                                            | 968–980                                                          | [ 50 ]                                                           |
| 1                                                                | Kỷ nhà Tiền Lê                                                   | Lê Đại Hành, Lê Trung Tông, Lê Ngọa Triều                                               | 980–1009                                                         | [ 51 ]                                                           |
| 2                                                                | Kỷ nhà Lý                                                        | Lý Thái Tổ, Lý Thái Tông                                                                | 1009–1054                                                        | [ 52 ]                                                           |
| 3                                                                | Kỷ nhà Lý (tiếp theo)                                            | Lý Thánh Tông, Lý Nhân Tông, Lý Thần Tông                                               | 1054–1138                                                        | [ 53 ]                                                           |
| 4                                                                | Kỷ nhà Lý (tiếp theo)                                            | Lý Anh Tông, Lý Cao Tông, Lý Huệ Tông, Lý Chiêu Hoàng                                   | 1138–1225                                                        | [ 54 ]                                                           |
| 5                                                                | Kỷ nhà Trần                                                      | Trần Thái Tông, Trần Thánh Tông, Trần Nhân Tông                                         | 1225–1293                                                        | [ 55 ]                                                           |
| 6                                                                | Kỷ nhà Trần (tiếp theo)                                          | Trần Anh Tông, Trần Minh Tông                                                           | 1293–1329                                                        | [ 56 ]                                                           |
| 7                                                                | Kỷ nhà Trần (tiếp theo)                                          | Trần Hiến Tông, Trần Dụ Tông, Trần Nghệ Tông, Trần Duệ Tông                             | 1329–1377                                                        | [ 57 ]                                                           |
| 8                                                                | Kỷ nhà Trần (tiếp theo)                                          | Trần Phế Đế, Trần Thuận Tông, Trần Thiếu Đế                                             | 1377–1407                                                        | [ 58 ]                                                           |
| 8                                                                | Phụ: Hồ Quý Ly và Hán Thương                                     | Hồ Quý Ly, Hồ Hán Thương                                                                | 1377–1407                                                        | [ 58 ]                                                           |
| 9                                                                | Kỷ nhà Hậu Trần                                                  | Giản Định Đế, Trùng Quang Đế                                                            | 1407–1413                                                        | [ 59 ]                                                           |
| 9                                                                | Kỷ thuộc Minh                                                    |                                                                                         | 1413–1428                                                        | [ 60 ]                                                           |
| 10                                                               | Kỷ nhà Hậu Lê                                                    | Lê Thái Tổ                                                                              | 1428–1433                                                        | [ 61 ]                                                           |
| Bản kỷ thực lục                                                  |                                                                  |                                                                                         |                                                                  |                                                                  |
| Quyển                                                            | Kỷ                                                               | Nội dung                                                                                | Thời gian                                                        | Ghi chú                                                          |
| 11                                                               | Kỷ nhà Lê (tiếp theo)                                            | Lê Thái Tông, Lê Nhân Tông                                                              | 1433–1459                                                        | [ 62 ]                                                           |
| 12                                                               | Kỷ nhà Lê (tiếp theo)                                            | Lê Thánh Tông (thượng)                                                                  | 1459–1472                                                        | [ 63 ]                                                           |
| 13                                                               | Kỷ nhà Lê (tiếp theo)                                            | Lê Thánh Tông (hạ)                                                                      | 1472–1497                                                        | [ 64 ]                                                           |
| 14                                                               | Kỷ nhà Lê (tiếp theo)                                            | Lê Hiến Tông, Lê Túc Tông, Lê Uy Mục                                                    | 1497–1509                                                        | [ 65 ]                                                           |
| 15                                                               | Kỷ nhà Lê (tiếp theo)                                            | Lê Tương Dực, Lê Chiêu Tông, Lê Cung Hoàng                                              | 1509–1533                                                        | [ 66 ]                                                           |
| 15                                                               | Phụ: họ Mạc                                                      | Mạc Đăng Dung, Mạc Đăng Doanh                                                           | 1509–1533                                                        | [ 66 ]                                                           |
| Bản kỷ tục biên                                                  |                                                                  |                                                                                         |                                                                  |                                                                  |
| Quyển                                                            | Kỷ                                                               | Nội dung                                                                                | Thời gian                                                        | Ghi chú                                                          |
| 16                                                               | Kỷ nhà Lê (tiếp theo)                                            | Lê Trang Tông, Lê Trung Tông, Lê Anh Tông                                               | 1533–1573                                                        | [ 67 ]                                                           |
| 16                                                               | Phụ: họ Mạc                                                      | Mạc Đăng Doanh, Mạc Phúc Hải, Mạc Phúc Nguyên, Mạc Mậu Hợp                              | 1533–1573                                                        | [ 67 ]                                                           |
| 17                                                               | Kỷ nhà Lê (tiếp theo)                                            | Lê Thế Tông                                                                             | 1573–1599                                                        | [ 68 ]                                                           |
| 17                                                               | Phụ: họ Mạc                                                      | Mạc Mậu Hợp                                                                             | 1573–1599                                                        | [ 68 ]                                                           |
| 18                                                               | Kỷ nhà Lê (tiếp theo)                                            | Lê Kính Tông, Lê Chân Tông, Lê Thần Tông                                                | 1599–1662                                                        | [ 69 ]                                                           |
| 19                                                               | Kỷ nhà Lê (tiếp theo)                                            | Lê Huyền Tông, Lê Gia Tông                                                              | 1662–1675                                                        | [ 70 ]                                                           |

#### Giá trị
Việc phát hiện ra Đại Việt sử ký toàn thư bản Nội các quan bản với tư cách là bản in đầu tiên của bộ quốc sử với niên đại Chính Hoà là một sự kiện lớn của giới sử học Việt Nam trong những năm 80 của thế kỷ 20. Viện sĩ Nguyễn Khánh Toàn, trong lời giới thiệu nhân lần xuất bản đầu tiên bản dịch Nội các quan bản, dứt khoát:
| “                   | Đối với thời kỳ lừng danh như thời Đại Việt, nó là cả một bản anh hùng ca, cái gì có liên quan đến nó, dẫu là một câu, một dòng chữ tự tay nhân vật đã sống hoặc đã chứng kiến những giờ phút huy hoàng viết ra, mà ta được đọc hay được nghe, đều là tiếng nói thân thiết từ ngàn xưa vọng lại, làm rung động tâm hồn của chúng ta biết bao. Cho nên, việc đáng mừng là chúng ta đã tìm lại được bản in xưa nhất của bộ "Đại Việt sử ký toàn thư". Đó là bản in theo ván khắc năm Chính Hoà thứ 18, tức năm 1697, mà trước đây tưởng như không hy vọng tìm thấy. Còn những bản in chúng ta vẫn thường dùng là những bản in sau đó, vào đời Nguyễn. | ” |
| — Nguyễn Khánh Toàn | |   |

Giá trị của Nội các quan bản tiếp tục được Phan Huy Lê khẳng định trong nhiều bài khảo cứu văn bản này Đại Việt sử ký toàn thư: Tác giả - Văn bản - Tác phẩm rằng:
| “                    | Nhưng ngày nay, chúng ta đã có nguyên bản Chính Hoà thì việc nghiên cứu các văn bản sau đó chỉ còn có ý nghĩa làm sáng tỏ lịch sử các truyền bản, khẳng định giá trị văn bản học của bản gốc và xác lập cơ sở khoa học để bổ sung những tờ thiếu của nguyên bản. | ” |
| — Phan Huy Lê - 1983 | |   |

| “                    | Bản Chính Hoà [...] có giá trị đặc biệt về mặt lịch sử và văn bản mà không một bản nào khác có thể thay thế được, khi nghiên cứu và sử dụng bộ "Đại Việt sử ký toàn thư". Vì vậy, việc công bố văn bản Chính Hoà và bản dịch tiếng Việt dựa theo văn bản đó là rất cần thiết và có ý nghĩa khoa học trên nhiều lĩnh vực. | ” |
| — Phan Huy Lê - 2009 | |   |

Bên cạnh đó, cũng có ý kiến của Bùi Thiết và Lê Trọng Khánh phản đối niên đại Chính Hoà của Nội các quan bản, đánh giá nó là "của giả", "vô giá trị"...

## Phản biện của Bùi Thiết
Trong bài viết: "Sách Đại Việt sử ký toàn thư bản Nội các quan bản không phải được khắc in từ năm 1697", tác giả Bùi Thiết cho rằng:
- Việc khảo tả tác phẩm quá sơ sài, đến mức coi như không có việc làm đó.[75]
- Đã gọi là Nội các quan bản, thì phải có cơ quan gọi là nội các hoặc tương đương, nhưng không sử sách nào nói rằng triều Hậu Lê tồn tại nội các, đặc biệt là sách Lịch triều hiến chương loại chí của Phan Huy Chú. Nội các là cơ quan nhà nước phải có ngày tháng hình thành, chức năng, nhiệm vụ, con dấu rõ ràng, điều này ông Phan Huy Lê không chỉ ra được.[76]
- Phản biện về việc Phan Huy Lê cho rằng đặc điểm không kiêng húy vua chúa Nguyễn, vì vậy nó được in từ năm 1697. Bùi Thiết cho rằng không nên nhấn mạnh đặc điểm này và đặc biệt là sự không trùng hợp giữa pháp lệnh kiêng húy và thực tế xảy ra trong xã hội, nhất là việc in ấn sách vở. Ngay vào thời kiêng húy khắt khe nhất, sự vi phạm cũng không thể tránh khỏi.[77]
- Phản biện về luận điểm của ông Phan Huy Lê về việc phân chia bố cục bản Nội các quan bản phù hợp trong bài tựa của Phạm Công Trứ. Bùi thiết cho rằng, Phạm Công Trứ viết bài tựa năm 1665, 32 năm sau Lê Hy mới cho in bản Đại việt sử ký toàn thư. Ý kiến này mang tính chất tầm gửi vào Nội các quan bản, một khi không đúng, lý do này vô giá trị.[78]

Cuối cùng tác giả Bùi Thiết cho rằng, kết luận rằng Đại Việt sử ký toàn thư bản Nội các quan bản được in năm 1697 là không thể chấp nhận được, cần xem xét lại. Việc làm sai sẽ làm những bản do Việt Nam quản lý, có giá trị đích thực sẽ chịu số phận hẩm hiu, thậm chí bị hủy hoại, còn bản hiện nay do Hội Á châu (Cộng hòa Pháp quản lý) lại được tôn lên vô giá.

## Phản biện của Lê Trọng Khánh
Trong bài viết "Quan hệ biến chứng về niên đại bộ Đại Việt sử ký toàn thư – Bản in Nội các quan bản và vấn đề chủ quyền quốc gia về Di sản văn hóa dân tộc", Lê Trọng Khánh cho rằng:
- Đại Việt sử ký toàn thư thời Lê – Trịnh viết: Lệnh văn quan nhập vương phủ nội các nghị sự, có nghĩa là: Lệnh quan văn vào lầu trong của vương phủ làm việc. Người ta đã dịch sai, thành: Hạ lệnh cho các quan văn vào Nội các của vương phủ để bàn việc. Phan Huy dựa vào chỗ dịch sai này để cho rằng, trước nhà Nguyễn đã có tổ chức "Nội các". Đây là sai lầm kiến thức thông sử và ngôn ngữ.
- Phan Huy Chú giành 6 quyển trong 49 quyển để trình bày quan chế Việt Nam từ thế kỷ X đến thế kỷ XVIII mà không hề viết thời Lê Trịnh tồn tại nội các.
- Bản Nội các quan bản do nhà Nguyễn ấn hành chứ không thể là nhà Lê về nguyên tắc sử học lẫn về ván khắc in.

#### Xuất bản
Đại Việt sử ký toàn thư bản Nội các quan bản được dịch, chú giải và hiệu đính bởi các dịch giả Ngô Đức Thọ, Hoàng Văn Lâu, Ngô Thế Long, Hà Văn Tấn dưới sự chỉ đạo của Hội đồng khoa học đứng đầu là Nguyễn Khánh Toàn, Phan Huy Lê và Nguyễn Đức Diệu, được biên tập bởi Lê Văn Quýnh và Nguyễn Duy Chiếm. Năm 1983, nhà xuất bản Khoa học xã hội cho xuất bản, lần đầu tiên, tập một bản dịch Đại Việt sử ký toàn thư bản Nội các quan bản. Tập 2 được tiếp tục ra mắt hai năm sau đó, năm 1985. Do điều kiện ấn loát chưa tốt nên hai tập sách này còn có nhiều sai sót. Do vậy, năm 1993, theo quyết định của Hội đồng chỉ đạo phiên dịch và xuất bản Nội các quan bản, nhà xuất bản Khoa học xã hội cho tái bản tập 1, tái bản có sửa chữa tập 2, đồng thời in tiếp tập 3 và tập 4.
Bố cục của công trình xuất bản này bao gồm:
- Tập 1: Lời Nhà xuất bản Khoa học xã hội, Lời giới thiệu của Nguyễn Khánh Toàn, bài khảo cứu Đại Việt sử ký toàn thư: Tác giả - Văn bản - Tác phẩm của Phan Huy Lê và bản dịch phần đầu Đại Việt sử ký toàn thư bản Nội các quan bản gồm Quyển thủ, Ngoại kỷ quyển 1-5, Bản kỷ quyển 1-4, do Ngô Đức Thọ dịch, chú giải, Hà Văn Tấn hiệu đính.
- Tập 2: gồm phần dịch và chú giải Bản kỷ quyển 5-13 do Hoàng Văn Lâu dịch, Hà Văn Tấn hiệu đính.
- Tập 3: gồm phần dịch và chú giải Bản kỷ quyển 14-19 do nhà nghiên cứu Hán Nôm Hoàng Văn Lâu dịch, Giáo sư Hà Văn Tấn hiệu đính và phần Phụ lục với bản dịch Đại Việt sử ký tục biên quyển 20-21 (bản Nguyễn Văn Huyên) của Phạm Công Trứ do Ngô Thế Long thực hiện và Sách dẫn để tra cứu do bộ môn Phương pháp luận sử học thuộc khoa Sử trường Đại học Tổng hợp Hà Nội thực hiện.
- Tập 4: bản chụp nguyên văn chữ Hán bản in Nội các quan bản bộ Đại Việt sử ký toàn thư.

Công trình này được tái bản trọn bộ vào các năm 1998, 2000, 2004, 2009. Nhân dịp Đại lễ 1000 năm Thăng Long - Hà Nội, công ty Đông A phối hợp với nhà xuất bản Khoa học xã hội cho tái bản Nội các quan bản, in thành một tập, khổ lớn 25 cm x3 5 cm, được dịch giả Ngô Đức Thọ chỉnh lý các thông tin mới đối với một số chú thích có các khảo chú về địa danh mà nay các đơn vị hành chính đã có nhiều thay đổi.

### Nguyễn Văn Huyên bản
Trong bài Về bản Đại Việt sử ký toàn thư in ván gỗ mới được tìm thấy của Phạm Công Trứ đăng trên Tạp chí Hán Nôm số 1 năm 1988, nhà nghiên cứu Ngô Thế Long cho biết rằng trong khi đi tìm các dị bản của bộ sách Đại Việt sử ký tục biên, ông đã tìm thấy ở tủ sách gia đình Nguyễn Văn Huyên một cuốn sử in ván gỗ, giấy cũ đã ngả màu và đã bị mủn nát một phần lề dưới, lan vào một số chữ... (gọi tắt là bản Nguyễn Văn Huyên).

#### Đặc điểm văn bản
Bìa sách là bìa phất cậy, ở gáy bìa có ghi tên sách là Việt sử tục biên nhưng cả bìa sách và tên sách mới được làm và viết lại cách đó không lâu. Khổ giấy đã gấp 17x28cm, khung in 14x21cm; mỗi tờ 2 mặt, mỗi mặt 9 dòng, mỗi dòng khoảng 18 - 19 chữ; dạng chữ là dạng chữ in đời Hậu Lê, phong cách Liễu Tràng. Ruột sách chia làm hai quyển, ở dòng đầu mỗi quyển đề rằng "Đại Việt sử ký bản kỷ tục biên quyển chi nhị thập" và "Đại Việt sử ký bản kỷ tục biên quyển chi nhị thập nhất" cho biết đây là quyển 20 và 21 của sách Đại Việt sử ký bản kỷ tục biên. Quyển 20 có 23 tờ, quyển 21 có 26 tờ nhưng tờ số 18 của quyển 21 lại là tờ số 18 của quyển 22 đóng lộn vào. Cộng cả sách là 49 tờ.
Nội dung của quyển 20 là lịch sử triều vua Lê Kính Tông từ năm 1600 đến năm 1619, còn quyển 21 là lịch sử triều vua Lê Thần Tông từ năm 1620 đến năm 1643. So với bộ Đại Việt sử ký toàn thư của nhóm Lê Hy thì hai quyển 20 và 21 ở bản Nguyễn Văn Huyên chỉ tương ứng với nửa đầu của quyển 18 phần Đại Việt sử ký bản kỷ tục biên bản Chính Hòa.

#### Xác định niên đại văn bản
Ngô Thế Long và các cộng sự đã giám định văn bản này, đi đến kết luận rằng đây là quyển 20 và 21 của bộ Đại Việt sử ký toàn thư do nhóm Phạm Công Trứ biên soạn, đã khắc in ra vào năm Cảnh Trị thứ 3 (1665).
Thứ nhất, xét về nội dung, bộ sử của nhóm Phạm Công Trứ biên soạn trong những năm Cảnh Trị gồm 23 quyển, riêng phần biên soạn mới chép lịch sử Việt Nam từ đời Lê Trang Tông năm 1533 đến hết đời Lê Thần Tông năm 1662 được đặt tên là Đại Việt sử ký bản kỷ tục biên. Trong khi đó, bản Nguyễn Văn Huyên cũng mang tên là Đại Việt sử ký bản kỷ tục biên, đánh số quyển 20, 21. Nội dung ghi chép lịch sử từ đời Lê Kính Tông năm 1600 đến Lê Thần Tông năm 1656 (căn cứ theo tờ 18 quyển 22). Đoạn trước 1600 và sau 1656 thì bị mất. Đoạn sau 1656 bị mất đó, Ngô Thế Long ước chừng vừa một quyển số 23 nữa. Ông nhận xét rằng tên sách, bố cục, nội dung của bản Nguyễn Văn Huyên phù hợp với Đại Việt sử ký toàn thư của nhóm Phạm Công Trứ.
Thứ hai, xét về hình thức, Ngô Thế Long thấy bản Nguyễn Văn Huyên có cách ghi năm can chi và niên hiệu giống với Đại Việt sử ký toàn thư của nhóm Lê Hy, cùng đề cao vua Lê chúa Trịnh, phê phán nhà Mạc và chúa Nguyễn. Trong bản Nguyễn Văn Huyên, miếu hiệu các chúa Trịnh được viết đài ngang với miếu hiệu các vua Lê ở ngay đầu quyển 20 và 21. Ngô Thế Long cho rằng điều này chứng tỏ bản Nguyễn Văn Huyên được khắc thời Lê trung hưng chứ không phải ở các triều đại sau đó. Mà triều đình Lê Trịnh chỉ cho khắc in có hai bản sách Đại Việt sử ký toàn thư: một là bản Cảnh Trị của nhóm Phạm Công Trứ, được khắc in lần đầu tiên năm 1665 nhưng mới in được khoảng già nửa; hai là bản Chính Hòa của nhóm Lê Hy được khắc in toàn bộ năm 1697 và là nguồn gốc của các bản sách Đại Việt sử ký toàn thư phổ biến hiện nay.
Tiếp tục so sánh nội dung bản Nguyễn Văn Huyên với sách Đại Việt sử ký toàn thư của nhóm Lê Hy, Ngô Thế Long phát hiện một số chi tiết về lịch pháp thiên văn, bản của nhóm Lê Hy đúng mà bản Nguyễn Văn Huyên sai, ví dụ bản Nguyễn Văn Huyên chép ngày rằm tháng 5 năm Quý Sửu (1613) có nhật thực, thì bản Chính Hòa chép là nguyệt thực. Do đó, ông cho rằng bản Chính Hòa đã được sửa lại và bản Nguyễn Văn Huyên chưa được sửa. Bản Nguyễn Văn Huyên dung lượng chữ và số sự kiện nhiều hơn bản Chính Hòa của nhóm Lê Hy, chứng tỏ nhóm Lê Hy đã cô gọn lời văn và cắt bỏ sự kiện. Nhóm Lê Hy đã khảo đính lại bộ sử của nhóm Phạm Công Trứ, mà sửa sai, cô gọn lời văn và lược bỏ sự kiện là thao tác thông thường của người chỉnh lý.
Như vậy, bản Nguyễn Văn Huyên phải xuất hiện trước bản Chính Hòa nên chỉ có thể là bản Cảnh Trị. Bản Nguyễn Văn Huyên là một phần của bản sách Đại Việt sử ký toàn thư cổ nhất đời Cảnh Trị còn được bảo lưu đến ngày nay.

#### Giá trị
Tuy chỉ là một phần nhỏ, nhưng bản Nguyễn Văn Huyên đã ghi được nhiều sự kiện và chi tiết lịch sử có giá trị mà nhóm Lê Hy sau đó lược bỏ mất hoặc chép sơ lược hay sai khác hoàn toàn. Đó là những trận đánh Trịnh – Nguyễn phân tranh các năm 1627, 1633, 1634, 1640, 1643; những trận đánh tàn dư nhà Mạc ở Cao Bằng các năm 1621, 1638, 1639, 1643; các mệnh lệnh bổ nhiệm, thăng thưởng ghi công quan chức; sự qua đời của vua chúa và quan lại; chế độ thuế khóa, hành chính, lễ nghi, ngoại giao của triều đình đương thời; quan hệ phức tạp giữa các thế lực chính trị ở Việt Nam thời đó; cung cấp nhiều chi tiết mới về một số sự kiện lịch sử như hai cuộc nổi loạn của Trịnh Xuân, con trai chúa Trịnh Tùng.

#### Xuất bản
Năm 1993, trong lần xuất bản trọn bộ Đại Việt sử ký toàn thư bản Nội các quan bản 4 tập (bao gồm việc tái bản tập 1 và tập 2, xuất bản tập 3 và tập 4), bản Nguyễn Văn Huyên đã được Ngô Thế Long dịch và in vào phần Phụ lục ở cuối tập 3. Sau đó, bản Nguyễn Văn Huyên còn nhiều lần được tái bản trong những lần tái bản trọn bộ bản Nội các quan bản vào các năm 2000, 2004, 2009, 2010.

## Đặc điểm hình thức và nội dung
Hình thức của Đại Việt sử ký toàn thư được mô phỏng theo Tư trị thông giám (資治通鑑) của Tư Mã Quang thời Tống, nghĩa là sự kiện lịch sử được sắp xếp theo trình tự thời gian gọi là thể biên niên. Ngô Sĩ Liên chia tác phẩm ra làm hai phần là Ngoại kỷ và Bản kỷ dựa trên thời điểm chiến thắng Bạch Đằng của Ngô Quyền năm 938. Thể biên niên khác với thể kỷ truyện truyền thống được các bộ chính sử của Trung Quốc sử dụng (phân chia theo tiểu sử của từng nhân vật lịch sử và được Tư Mã Thiên khởi xướng trong bộ Sử ký). Trong bản kỷ của mỗi vị vua, Ngô Sĩ Liên luôn bắt đầu bằng lời giới thiệu ngắn gọn cung cấp một cách nhìn tổng quan về vị vua đó trong thời gian trị vì. Khi liệt kê các sự kiện, nhà sử học đôi khi bổ sung thêm một số câu chuyện về các nhân vật lịch sử đã được đề cập đến trong sự kiện đó, có những câu chuyện rất phong phú và chi tiết như về Trần Quốc Tuấn và Trần Thủ Độ. Toàn văn một số văn bản chính trị quan trọng cũng được Ngô Sĩ Liên đưa vào như Hịch tướng sĩ và Bình Ngô đại cáo.
Nội dung cuốn sách chép các sự kiện lớn trong lịch sử nước Việt Nam từ thời Kinh Dương Vương và các vua Hùng (kỷ họ Hồng Bàng) cho đến triều đại nhà Hậu Lê với những lời bình chú, nhận xét tương đối khách quan của Ngô Sĩ Liên cũng như của các bậc tiền nhân (Lê Văn Hưu, Phan Phu Tiên). Có rất nhiều sự kiện được các ông đánh giá tương đối đúng bản chất mà sau này vì nhiều lý do (như ảnh hưởng tới những nhân vật lịch sử nổi tiếng hơn, ví dụ như nhận định về Nguyễn Bặc, Lê Hoàn (vua Lê Đại Hành), Dương Vân Nga trong thời kỳ triều đại của nhà Đinh) nhiều sử gia khác có ý định cắt bỏ. Tuy nhiên cũng có nhiều sự kiện vì lý do quan điểm tư tưởng phong kiến nên các ông đã có những nhận định không xác đáng (như trường hợp thái sư Lê Văn Thịnh thời nhà Lý). Cuốn sách lần đầu tiên được hoàn thành năm 1479 thời Lê Thánh Tông, sau đó được các sử gia khác chỉnh lý lại và bổ sung (từ các quyển 12 đến quyển 19).

## Quan điểm lịch sử

### So với Lê Văn Hưu
Trong khi Lê Văn Hưu thiết lập điểm khởi đầu cho lịch sử Việt Nam là sự thành lập Vương quốc Nam Việt, Ngô Sĩ Liên đi xa hơn nữa khi xác định các nhân vật Kinh Dương Vương và Lạc Long Quân trong truyền thuyết là tổ tiên của người Việt Nam. Vì thiếu nguồn tư liệu lịch sử về Kinh Dương Vương và Lạc Long Quân, một số ý kiến cho rằng lời giải thích về nguồn gốc của người Việt Nam của Ngô Sĩ Liên chỉ là một cách để mở rộng niên đại của nền văn minh Việt Nam hơn là việc xác lập điểm khởi đầu của lịch sử Việt Nam. Khi bắt đầu biên soạn tác phẩm của mình, Ngô Sĩ Liên đã có quan điểm khác với các học giả thời Trần về họ Hồng Bàng, đó là trong khi các học giả thời Trần chỉ đề cập đến họ Hồng Bàng như một sự tượng trưng trong lịch sử Việt Nam, Ngô Sĩ Liên xác định họ Hồng Bàng là triều đại đầu tiên của Việt Nam và trị vì đất nước từ năm 2879 TCN đến năm 258 TCN, nghĩa là có trước nhà Hạ là triều đại đầu tiên của Trung Quốc hơn 600 năm. Tuy nhiên, tư liệu của Ngô Sĩ Liên về khoảng thời gian dài này là quá ít ỏi nên các nhà sử học hiện đại đặt nghi vấn về tính xác thực về niên đại của các vua Hùng do Ngô Sĩ Liên đặt ra và suy đoán rằng Ngô Sĩ Liên xác định niên đại này chủ yếu để phục vụ cho mục tiêu chính trị của nhà Lê nhằm để nâng cao Đại Việt ngang hàng với Trung Hoa.
Cũng như Lê Văn Hưu, Ngô Sĩ Liên coi Vương quốc Nam Việt là một phần của Việt Nam, quan điểm này bị Ngô Thì Sĩ, một nhà sử học Việt Nam vào thế kỷ 18, cùng các nhà sử học hiện đại phê phán vì các vua Nam Việt đều là người Hán.
Trong bình luận về sự thất bại của Lý Nam Đế dưới tay Trần Bá Tiên dẫn đến thời kỳ Bắc thuộc lần 3, Lê Văn Hưu phê phán Lý Nam Đế là kém tài năng trong khi Ngô Sĩ Liên cho rằng ý trời chưa muốn cho Việt Nam độc lập.

### Khác
Trong khi Lê Văn Hưu dành mối quan tâm hàng đầu là nền tự chủ của đất nước trước Trung Quốc thì Ngô Sĩ Liên, theo ý kiến của nhà sử học O.W. Wolters, đã xem lịch sử Trung Quốc là tiêu chuẩn đánh giá các sự kiện lịch sử trong lịch sử Việt Nam. Khi bình luận về một sự kiện, nhà sử học thường trích dẫn một đoạn từ các tác phẩm kinh điển của Nho giáo hoặc các tác phẩm khác của Trung Quốc như Tống thư để làm hoa mỹ thêm lời bình luận của mình.
Xuất phát từ quan điểm Nho giáo, Ngô Sĩ Liên thường đưa ra các nhận xét tiêu cực về các nhân vật lịch sử có hành vi trái ngược với quan điểm Nho giáo. Ví dụ, mặc dù là một ông vua trị vì thành công, nhưng Lê Đại Hành vẫn bị chỉ trích nặng nề trong Đại Việt sử ký toàn thư do việc ông kết hôn với Dương Vân Nga là thái hậu của tiền triều. Một nhà nghiên cứu suy đoán rằng do có thành kiến với vua Lê Đại Hành nên Ngô Sĩ Liên quyết định đem bài thơ nổi tiếng Nam quốc sơn hà sang thời Lý Thường Kiệt thay vì đặt ở thời Lê Đại Hành, trong khi một số nguồn cho rằng Lê Đại Hành mới là tác giả của Nam quốc sơn hà. Các việc làm của các vị vua mà không theo các quan điểm về đạo đức và chính trị của Nho giáo cũng bị Ngô Sĩ Liên chỉ trích như việc Đinh Tiên Hoàng lập 5 Hoàng hậu, Lê Long Đĩnh lập 4 Hoàng hậu hay Lý Thái Tổ thiếu quan tâm đến việc học tập Tứ thư, Ngũ kinh. Đặc biệt trong trường hợp nhà Trần, Ngô Sĩ Liên luôn luôn có những nhận xét phê phán về việc kết hôn giữa các thành viên gần huyết thống trong gia tộc nhà Trần (hôn nhân nội tộc). Khoảng thời gian ngắn duy nhất trong thời Trần mà Ngô Sĩ Liên ca ngợi là từ khi Trần Thái Tông mất năm 1277 đến khi Trần Anh Tông mất năm 1320, trong khi đó ông vẫn lên án hành động của các vua Trần, chẳng hạn như cuộc thanh trừng tàn nhẫn của Trần Thủ Độ đối với họ Lý hay cuộc hôn nhân gây tranh cãi giữa Trần Thái Tông và Công chúa Thuận Thiên.
Bên cạnh giá trị lịch sử, Đại Việt sử ký toàn thư cũng được coi là một tác phẩm quan trọng của văn học Việt Nam bởi vì Ngô Sĩ Liên thường cung cấp thêm thông tin về nhân vật lịch sử được đề cập bằng những câu chuyện bổ sung được viết giống như một tác phẩm văn học. Từ các lời bình luận của Ngô Sĩ Liên, có vẻ như nhà sử học cũng đã cố gắng xác lập và giảng dạy các nguyên tắc đạo đức dựa trên các khái niệm của Nho giáo. Ví dụ, Ngô Sĩ Liên đã nhiều lần đề cập khái niệm người quân tử, theo đó quân tử phải có cả phẩm chất tốt và cách cư xử công bằng, Ngô Sĩ Liên cũng nhấn mạnh tầm quan trọng của người quân tử bằng cách chỉ ra sự khác biệt giữa một người quân tử và một kẻ tiểu nhân hay xác định kết quả đạt được đối với một người quân tử.

## Ảnh hưởng và nhận định

### Ảnh hưởng
Có thể nói, bộ Đại Việt sử ký toàn thư là một cống hiến to lớn của Ngô Sĩ Liên vào kho tàng văn hóa dân tộc Việt Nam. Cuốn sử này góp phần vào việc tăng sự hiểu biết lịch sử đất nước Việt Nam qua các thời kỳ đồng thời cũng là một tư liệu quý giá giúp cho công tác bảo tồn, bảo tàng và khảo cổ học.

#### Về phong hiệu An Nam quốc vương
Bài chi tiết: Lý_Anh_Tông#Về_phong_hiệu_An_Nam_quốc_vương

Về thời điểm chính quyền phong kiến Trung Quốc (nhà Tống) chính thức phong quốc hiệu An Nam quốc (安南國) cho nước ta, Đại Việt sử ký toàn thư ghi là năm 1164:
Giáp Thân, [Chính Long Bảo Ứng năm thứ 2] [1164], (Tống Hưng Long năm thứ 2). Mùa xuân, tháng 3, nước Chiêm Thành sang cống. Mùa thu, tháng 7, nước to quá mức thường, lúa bị ngập hết. Nhà Tống phong đế làm An Nam Quốc Vương, đổi Giao Chỉ làm An Nam Quốc.
Khi so sánh sự kiện này với các sử liệu Trung Quốc như Tống sử, Lĩnh Ngoại đại đáp, Thù vực chu tư lục, ... hoặc sử liệu Việt Nam như Việt sử lược, Việt sử tiêu án, ... đều cho thấy sự kiện nhà Tống phong quốc hiệu cho nước ta là vào năm 1174 (năm Thuần Hy nguyên niên).
Các bộ sử sau này như Khâm định Việt sử thông giám cương mục, Việt Nam sử lược, ... do tham khảo Đại Việt sử ký toàn thư nên đều ghi sự kiện này thành năm 1164.